# Byrsonima euryphylla
Byrsonima euryphylla là một loài thực vật có hoa trong họ Malpighiaceae. Loài này được Pilg. mô tả khoa học đầu tiên năm 1937.